# Manton River
Der Manton River ist ein Fluss im Nordwesten des australischen Northern Territory.

## Geografie

### Flusslauf
Er entspringt auf halbem Wege zwischen den  Kleinstädten Noonamah und Adelaide River, östlich des Stuart Highway und fließt entlang des Highways nach Norden. Weiter nördlich ist er durch einen etwa fünf Kilometer langen Kanal mit dem Manton-Stausee westlich des Stuart Highways im gleichnamigen Erholungsgebiet verbunden. Bei Acacia Gap durchbricht er eine niedrige Hügelkette nach Osten, nimmt seinen einzigen Nebenfluss, den Acacia Creek, auf und  mündet in den Adelaide River.

### Nebenflüsse mit Mündungshöhen
Der Fluss hat folgende Nebenflüsse:
- Acacia Creek – 9,3 m

## Fischerei
Im Manton River finden sich Barramundi, daher sind der Fluss und der angeschlossene Stausee beliebte Fischgewässer.